# Paolo Heusch
Paolo Heusch (* 26. Februar 1924 in Rom; † 16. Oktober 1982 ebenda) war ein italienischer Filmregisseur.

## Leben
Heusch begann unmittelbar nach dem Zweiten Weltkrieg für die Filmproduktion zu arbeiten; zunächst als Schnittsekretär, dann als Regieassistent und Kurzfilmregisseur. Sein Langfilmdebüt stellt der erste italienische Science-Fiction-Film La morte viene dallo spazio (aus dem Jahr 1958) dar, dem einige interessante, aber auch etliche uninspirierte Werke folgten. So verfilmte er nach einem Drehbuch von Fausto Tozzi Un uomo facile, drehte einen Horrorfilm nach Vorbild der Hammer-Filme (unter dem Pseudonym Richard Benson) und inszenierte 1962 nach einem Roman Pier Paolo Pasolinis Una vita violenta. Dreimal arbeitete er mit Totò zusammen. Nach 1970 war er in verschiedenen Funktionen für Verleih, Casting und Vertrieb tätig.

## Filmografie (Auswahl)
- 1958: La morte viene dallo spazio
- 1959: Welker Lorbeer (Un uomo facile)
- 1961: Bei Vollmond Mord (Lycanthropus)
- 1965: Raffica – Tiger der Wüste (Un raffica di piombo)
- 1966: Frauen als Köder für CD 7 (Un colpo da mille miliardi)
- 1968: Stoßtrupp ins Jenseits (El „Che“ Guevara)